# Jürgen von Beckerath
Jürgen Rudolf Friedrich von Beckerath (19. února 1920 Hannover, Výmarská republika – 26. června 2016) byl německý egyptolog a emeritní profesor na Westfälische Wilhelms-Universität v Münsteru.

## Život
Jürgen von Beckerath strávil školní léta ve čtvrti Höchst ve Frankfurtu nad Mohanem, kde roku 1939 odmaturoval. Následně nastoupil na vojenskou službu, z níž byl zanedlouho propuštěn kvůli zranění.
Po válce započal studium egyptologie v Mnichově, kde v roce 1950 úspěšně odpromoval. Roku 1957 se stal odborným asistentem a 1963 soukromým docentem na Mnichovské univerzitě. V letech 1966–1967 přednášel jako host na Columbijské univerzitě v New Yorku. V roce 1970 se stal ředitelem a profesorem na Westfälische Wilhelms-Universität v Münsteru, z níž roku 1985 odešel do důchodu. Během tohoto období uveřejnil několik velmi ceněných vědeckých prací.
Mezi nejdůležitější von Beckerathovy práce patří Handbuch der ägyptischen Königsnamen (doslova Příručka egyptských královských jmen) a Chronologie des pharaonischen Ägypten (doslova Chronologie faraonského Egypta). Dnes patří mezi standardní práce egyptologie. Jeho nejdůležitější a nejvlivnější vědeckou prací však zůstává výzkum tzv. Druhého přechodného období, ve kterém byl i habilitován.

## Dílo
- 1951 - Than und Theben. Historische Grundlagen der Ramessidenzeit in Ägypten, Glückstadt-New York
- 1964 - Untersuchungen zur politischen Geschichte der Zweiten Zwischenzeit in Ägypten, Glückstadt-New York
- 1971 - Abriss der Geschichte des Alten Ägyptens, München
- 1984 - Handbuch der ägyptischen Königsnamen, München
- 1994 - Chronologie des ägyptischen Neuen Reiches, Hildesheim
- 1997 - Chronologie des pharaonischen Ägypten. Die Zeitbestimmung der ägyptischen Geschichte von der Vorzeit bis 332 v. Chr. = Münchner Ägyptologische Studien, Bd. 46. Philipp von záběrném, Mainz. ISBN 3805323107
- 1999 - Handbuch der ägyptischen Königsnamen, Münchner Ägyptologische Studien (MAS), Bd. 49., Philipp von záběrném, Mainz. ISBN 3805325916, 2. opravené a rozšířené vydání